# 올림픽 시에라리온 선수단
시에라리온은 1968년부터 1972년과 1976년을 제외하고 매년 하계 올림픽에 선수단을 파견했지만 아직까지 올림픽 메달을 획득하지 못했다. 시에라리온 출신 선수는 동계 올림픽에 참가한 적이 없다.

## 대회별 메달 집계

### 경기별 메달
| 경기                  | 선수          | 금 | 은 | 동 | 합계 | 순위 |
| 1968년 멕시코시티     | 3             | 0  | 0  | 0  | 0    | –    |
| 1972년 뮌헨           | 불참          |    |    |    |      |      |
| 1976년 몬트리올       | 불참          |    |    |    |      |      |
| 1980년 모스크바       | 14            | 0  | 0  | 0  | 0    | –    |
| 1984년 로스앤젤레스   | 7             | 0  | 0  | 0  | 0    | –    |
| 1988년 서울           | 12            | 0  | 0  | 0  | 0    | –    |
| 1992년 바르셀로나     | 11            | 0  | 0  | 0  | 0    | –    |
| 1996년 애틀랜타       | 14            | 0  | 0  | 0  | 0    | –    |
| 2000년 시드니         | 3             | 0  | 0  | 0  | 0    | –    |
| 2004년 아테네         | 2             | 0  | 0  | 0  | 0    | –    |
| 2008년 베이징         | 3             | 0  | 0  | 0  | 0    | –    |
| 2012년 런던           | 2             | 0  | 0  | 0  | 0    | –    |
| 2016년 리우데자네이루 | 4             | 0  | 0  | 0  | 0    | –    |
| 2020년 도쿄           | 4             | 0  | 0  | 0  | 0    | –    |
| 2024년 파리           | 미래의 이벤트 |    |    |    |      |      |
| 2028년 로스앤젤레스   | 미래의 이벤트 |    |    |    |      |      |
| 2032년 브리즈번       | 미래의 이벤트 |    |    |    |      |      |
| 합계                  | 합계          | 0  | 0  | 0  | 0    | –    |